# 狂気 (ピンク・フロイドのアルバム)
『狂気』（きょうき、原題: The Dark Side of the Moon）は、1973年に発表されたピンク・フロイドの8作目のスタジオ・アルバム。このアルバムは売り上げ5000万枚以上を記録し、世界で最も売れたアルバムの一つとなった。

## 概要
1973年に発表されるや全世界で大ヒットを記録し、日本においてもオリコンチャートで最高2位まで上昇した。ピンク・フロイドの作品の中でも、『ザ・ウォール』（1979年）や『炎〜あなたがここにいてほしい』（1975年）と並ぶ代表作である。また、本作（とりわけ、シングルカットされた「マネー」のヒット）をきっかけにアメリカでの人気が決定的となった。
コンセプト・アルバムの代表作としても名高い作品である。このアルバム以降、ロジャー・ウォーターズが全作詞を手掛けるようになり、バンド内でのバランスに大きな変化が生まれたという点でも、重大な意味を持つ作品となった。人間の内面に潜む「狂気」（The Dark Side of the Moon）を描き出すというコンセプトを考案したのもウォーターズである。
2020年に発表された「ローリング・ストーンの選ぶオールタイム・ベストアルバム500」では第55位にランクインしている。

## 構成
ウォーターズによる哲学的な歌詞に加え、それを際立たせる立体的な音作りで、完成度の高い作品に仕上がっている。特に、アラン・パーソンズが編集したSE（効果音）の巧みな使い方によって、うまくストーリーを演出している。笑い声、会話、爆発音、振り子時計の音、飛行機のSEやレジスター、心臓の鼓動（実際はニック・メイスンのドラムス）などが随所で使われている。当時はサンプラーが無かったため、録音した音をひとつひとつテープに貼り付けるという原始的な手法で組み立てられた。パーソンズによれば、「マネー」の冒頭で聴かれるレジスターの音は編集に30日を要したという。なお、再発盤にはミックスが異なるものが存在するが「走り回って」の笑い声などは違いがわかりやすい一例である。
アルバムの最初から最後まで曲と曲がつながっており、複数の曲があたかもひとつの作品のようになっているという点が本作の特色のひとつである。レコード時代のA面・B面の区切りである「虚空のスキャット」と「マネー」の間だけは、いったん音が途切れている。その中で主人公の誕生から苦悩、葛藤などを描き出している。この主人公には、「狂気」の人となってしまったシド・バレットの姿も重ねられていると言われている。
エンディングでは、Gerry O'Driscollによる「There is no dark side of the moon really. Matter of fact it's all dark（本当は月の暗い側なんて存在しない。実のところ、すべてが闇そのものだから）」という台詞が入っている。

## セールスと記録
本作はアメリカ・ビルボードのBillboard 200において1973年4月28日付けで1位を獲得、ピンク・フロイドにとっては初の全米チャートでの1位獲得となった。
また、Billboard 200に15年間（741週連続）にわたってランクインし続け、さらにカタログチャートでは30年以上（1,630週以上）に渡ってランクインするというロングセラーのギネス記録を打ち立てた歴史的なアルバムである。キャッシュボックスでは233週。全英オフィシャルチャートでも551週にわたってランクインしている。
なお、2003年11月22日付より試験的に開始され、2004年1月3日付よりレギュラー化された「Billboard Comprehensive Albums Chart」（カタログに載った作品もチャートインさせる総合アルバムチャート）でもランクインしている。2009年12月5日付のビルボード・チャートより、「カタログに載った作品はBillboard 200にチャートインさせない」という制限が撤廃された（同時に「Billboard Comprehensive Albums Chart」は廃止された）。その翌週には早速189位で再ランクインしており、それまで741週とされていた記録が更新され、現在も記録を更新中である（2014年12月27日付では890週チャートインとなっている）。
本国イギリスでは、オフィシャル・チャート（OCC）で最高2位（1973年3月31日付）だったが、ニュー・ミュージカル・エクスプレス（NME）では最高1位（1973年4月7日付）となっている。OCCのデータでは、2011年までに410万枚以上を売り上げており、イギリスにおけるアルバム売上枚数では歴代8位の記録となっている。
アメリカではRIAAが1973年度最大の売上があったアルバムに認定しており、通算1,500万枚の出荷が認定されている。全世界での売上枚数は5,000万枚とされている。ただし、まだ売上枚数計測のシステムが整っていない時期に発売されたため、それを上回っている可能性がある。

## 客演
メンバー4人以外にも、ゲスト・ミュージシャンが起用された。
- 「マネー」と「アス・アンド・ゼム」でサックスを演奏したのはディック・パリー。
- 「虚空のスキャット」他でスキャットを担当したのはクレア・トリー。
- 「タイム」他で女性コーラスを担当したのはドリス・トロイ、レスリー・ダンカン、ライザ・ストライク、バリー・セント・ジョンの4人。
- 随所で聴かれる声の主は、関係者やメンバーの友人。例えば、ローディーのロジャー・マニフォールドや、ドアマンのゲリー・オドリスコル等。

## スタッフ
- レコーディング・エンジニアはアラン・パーソンズが務めていたが、最終段階に入ってクリス・トーマスも招かれた。半年というあまりに長期にわたったレコーディング作業で、メンバーとパーソンズが正常に音を判断できない状態に陥っており、外部の人間の意見を仰ぎたいと招かれた。トーマスによると「ほんの少し意見を言っただけだよ。『狂気』に僕の名前がクレジットされているのは、僕の勲章のひとつだね」と述べている。
- アルバム・ジャケットはお馴染みのヒプノシス。デザイナーのストーム・ソーガソンが幾つかのアイディアをメンバーに提示し、満場一致で光のプリズムを表現したデザインに決定した。このジャケットもまたロック史に残る名作とされている。
- アメリカで商業上の大成功に寄与したのはキャピトル・レコードのバスカー・メノン (Bhaskar Menon)。「マネー」のシングル・カットを決断するなど、様々な営業戦略を駆使して『狂気』を売り込んだ[注釈 5]。

## 収録曲
全作詞：ロジャー・ウォーターズ
アナログA面
1. スピーク・トゥ・ミー - Speak to Me　(Mason)
  - ニック・メイスンによるテープ・コラージュの作品。アルバムの導入部分となる。
2. 生命の息吹き - Breathe　(Gilmour, Waters, Wright)
  - 主人公がこの世に生を受けてから、成長していくまでの過程をかなり悲観的に描いた楽曲。
3. 走り回って - On the Run　(Gilmour, Waters)
  - シンセサイザーを全面的に取り入れたインスト・ナンバー。笑い声や飛行機の爆発音などのSEが巧みに使われている。
4. タイム〜ブリーズ（リプライズ） - Time〜Breathe (Reprise)　(Gilmour, Waters, Wright, Mason)
  - 「時間」をテーマにしたメッセージ性の強い楽曲。そのまま続けて「ブリーズ（リプライズ）」へと流れていく。
5. 虚空のスキャット - The Great Gig in the Sky　(Wright)
  - リチャード・ライト作のインスト・ナンバー。ジャズ・テイストに仕上がっている。

アナログＢ面
1. マネー - Money　(Waters)
  - シングル・ヒットを記録したキャッチーなナンバー。タイトル通り「金」をテーマにしており、ライブでの人気も高かった。
2. アス・アンド・ゼム - Us and Them　(Wright, Waters)
  - 言葉の対比を用いた浮遊感のある楽曲で、人生に対するメッセージが込められている。
3. 望みの色を - Any Colour You Like　(Gilmour, Wright, Mason)
  - 再びインスト・ナンバー。曲名のフレーズはヘンリー・フォードの自伝から引用したものである。
4. 狂人は心に - Brain Damage　(Waters)
  - 主人公の心の内面に潜む狂気を取り上げた楽曲。
5. 狂気日食 - Eclipse　(Waters)
  - 後のウォーターズの作詞スタイルに見られるような、言葉の羅列を繰り返す手法がすでに確立されている。

## ライブでの演奏
バンドは1971年11月20日にアメリカ・ツアーを終了後、早くも翌1972年1月20日にイギリス・ツアーを開始している。この1月20日のコンサートでは早速『狂気』が組曲として披露されており、約2か月の間に『狂気』を纏め上げたことになる。これ以後のコンサートでも引き続き演奏し続けた。2度目の来日となる、1972年3月の8公演の全てでも『狂気』が披露された。この来日公演では『月の裏側－もろもろの狂人達の為への作品－』と題された歌詞カードが観客に配布された。
この発売前のライブ演奏とスタジオテイクでは、一部の曲で大幅にアレンジが異なる。まず「走り回って」は「インストゥルメンタル・ジャム」という即興演奏が披露されている。「虚空のスキャット」では聖書の一節を朗読したSEを流し、スタジオ盤と異なるライトのキーボード・メロディを奏でていた。また、当初のライブ演奏では「狂気日食」が無く、「狂人は心に」で終わっていたが、ウォーターズがアルバムのクライマックスを再考し「狂気日食」を新たに書き下ろした。
「タイム」、「マネー」、「アス・アンド・ゼム」の3曲はフロイドだけでなく、ギルモアとウォーターズのソロ・ライブでも演奏されることが多い。また、ウォーターズのライブでは終盤に「狂人は心に」と「狂気日食」が続けて演奏される。
1994年のギルモア率いる新生フロイドのツアーでは、7月15日に19年ぶりに『狂気』が完全演奏され、その後も同ツアーの数公演で披露された。10月のロンドン公演での模様は、映像ではDVD『驚異』、音源ではライブ・アルバム『P.U.L.S.E』としてリリースされている。
2006年から2008年にかけて行われたウォーターズのソロ・ツアーの第2部にて『狂気』が完全演奏された。

## 再発盤

### 4ch版
1974年には4chミックスのLPが発売された。英・米版LPはSQ方式、日本版LPはCD-4方式での発売。後に米キャピトル主導で発売された編集盤『ワークス〜ピンク・フロイドの遺産』に収録された『狂気』からの楽曲はこの4chミックス版が収録され、再発CDも同様だった（CDでもSQデコーダーを通すと4ch再生が可能）。

### 5.1ch版
発売30年後の2003年に、ジェームス・ガスリーによってリマスターが施されて5.1chのサラウンド・オーディオ・システムに対応したマルチ・チャンネル版が、SACDでリリースされた。こちらも再チャートインして売上を伸ばしている。

### コレクターズ・エディション
2011年には最新リマスターを施したピンク・フロイドの全タイトルが再発された。そのうち『狂気』に関しては、6枚組のコレクターズ・エディション、2枚組のデラックス・エディションの特殊仕様で発売された。
イギリスで11位、アメリカで12位、日本で17位にチャートインするなど、再発盤ながらヒットを記録した。

### 50周年記念ボックス・セット
2023年にはリリース50周年を記念したデラックス・ボックス・セット『The Dark Side Of The Moon -50th Anniversary Box Set』が発売された。リマスタリングされたステレオ・バージョン、アトモス・ミックスなどが収録された。

## 『 狂気 - リダックス 』
ロジャー・ウォーターズが2023年10月6日、『狂気』を再解釈、再レコーディングした『 狂気 - リダックス 』をリリースした。
ロジャーは本作について「オリジナルの『狂気』は、ある意味、人間の現状に対する年長者の嘆きのように感じられる。しかし、曲を作ったとき、デイヴ、リック、ニック、そして私はとても若かった。だから、80歳の知恵が再解釈に何をもたらすかを考え始めたんだ。最初にガスとショーンに『狂気』の再レコーディングの話をしたとき、みんな私が狂っていると思った。でも、考えれば考えるほど、『肝心なのはそこじゃないよね』と思ったんだ。半世紀の時を超えて手を取り合い、堂々とオリジナルと並べることが出来る作品に仕上がったことを、私は非常に誇りに思っている」と述べている。
2025年3月14日にスーパー・デラックス・エディションが発売される。

### 収録曲
1. スピーク・トゥ・ミー - Speak to Me　(Mason)
2. 生命の息吹き - Breathe　(Gilmour, Waters, Wright)
3. 走り回って - On the Run　(Gilmour, Waters)
4. タイム - Time　(Gilmour, Waters, Wright, Mason)
5. 虚空のスキャット - The Great Gig in the Sky　(Wright)
6. マネー - Money　(Waters)
7. アス・アンド・ゼム - Us and Them　(Wright, Waters)
8. 望みの色を - Any Colour You Like　(Gilmour, Wright, Mason)
9. 狂人は心に - Brain Damage　(Waters)
10. 狂気日食 - Eclipse　(Waters)
11. (Untitled)
  - 再レコーディングにインスパイアされてレコーディングした本作オリジナル楽曲。アナログ盤のみ収録。

## メイキングDVD
発売30年後の2003年に、当時の映像と現在のメンバーのインタビューを編集したメイキングDVD『ピンク・フロイド/The Dark Side of the Moon』がリリースされた。デヴィッド・ギルモア自身がギター・ワークを再現したり、「走り回って」に於けるシンセサイザーの操作を実演したり、リチャード・ライトが自らピアノ・コードの分析を行ったりするなど、メンバー自身が作成に大きく寄与している。ちなみに2006年のMOJO誌に掲載されたギルモアのインタビューによると、ギルモアとウォーターズはこのメイキングDVD作成時にも両者の意見が対立し、電話で口論となったと語っている。
「走り回って」は、アルバムのクレジット等ではEMSのVCS 3シンセサイザーが使われたと記述されているが、ギルモア及びウォーターズはこのDVDで、VCS 3のコンパクト・バージョンである"Synthi A"（字幕では「Synth EA」と誤記されている）を使ったと解説している。しかし、ギルモアによる再現演奏では、Synthi AKSの鍵盤を用いてシーケンスの音程を指定するシーンがある。なお、同ソフトに収録された製作当時の写真では、ウォーターズがVCS 3を操作し、その横でギルモアがSynthi Aを操作している。しかしながら、これらの3機種の音源部分はほぼ同一であり、本質的な違いはない。

## 関連事項
- ダーク・サイド・オブ・ザ・レインボー